# Frankweiler
Frankweiler is een plaats in de Duitse deelstaat Rijnland-Palts, en maakt deel uit van de Landkreis Südliche Weinstraße.
Frankweiler telt 851 inwoners.

## Bestuur
De plaats is een Ortsgemeinde en maakt deel uit van de Verbandsgemeinde Landau-Land.

## Fotogalerij

Frankweiler
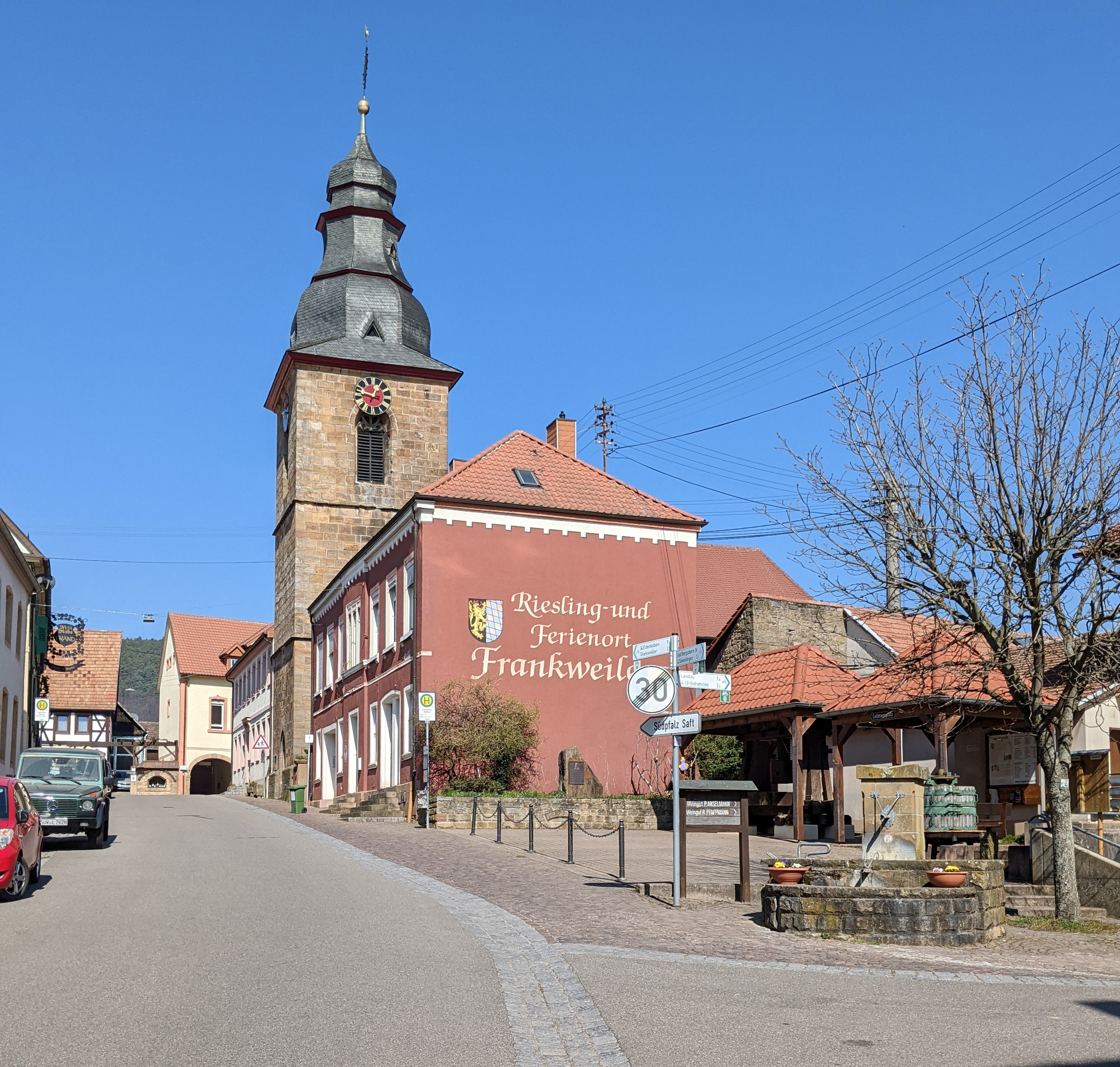
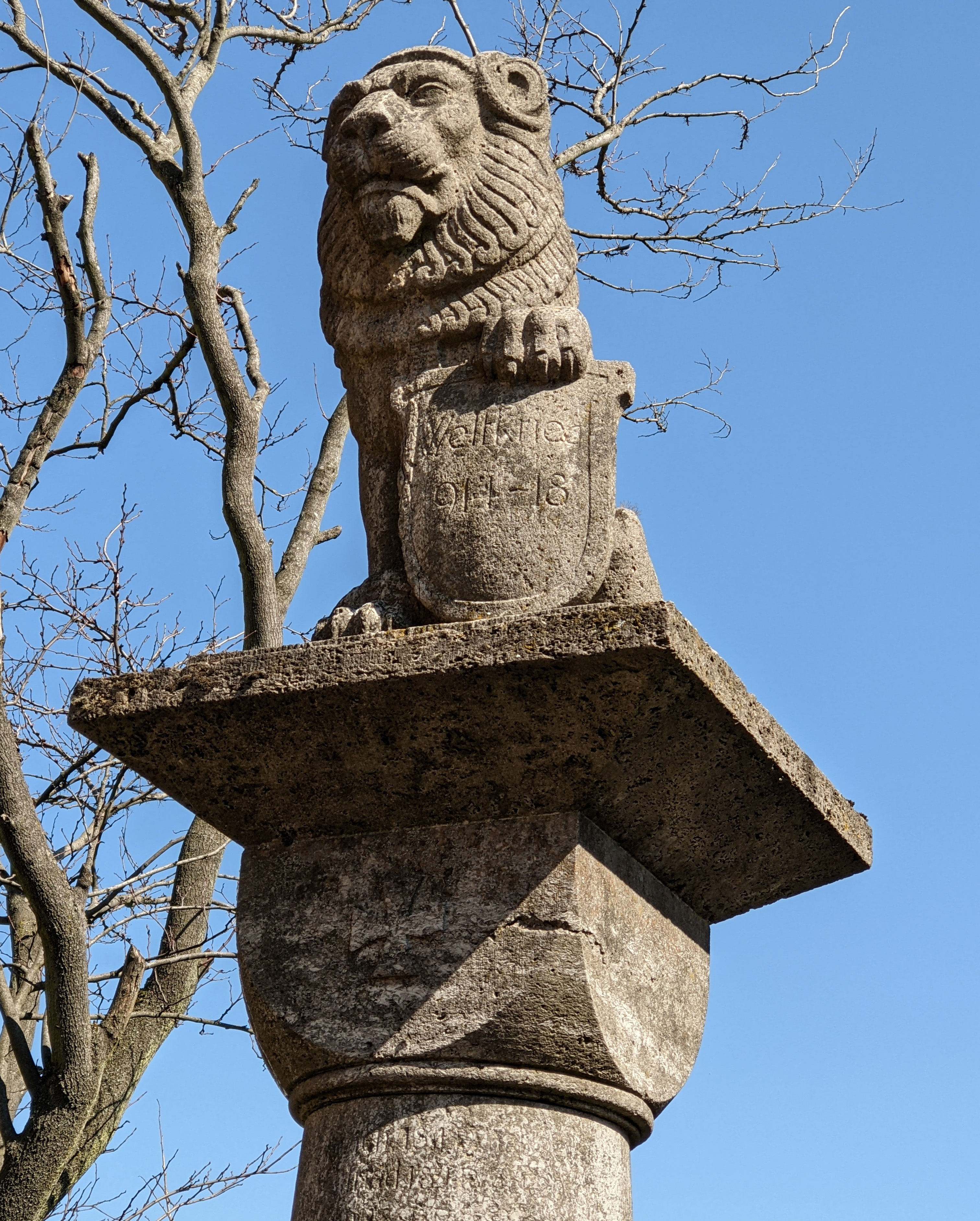
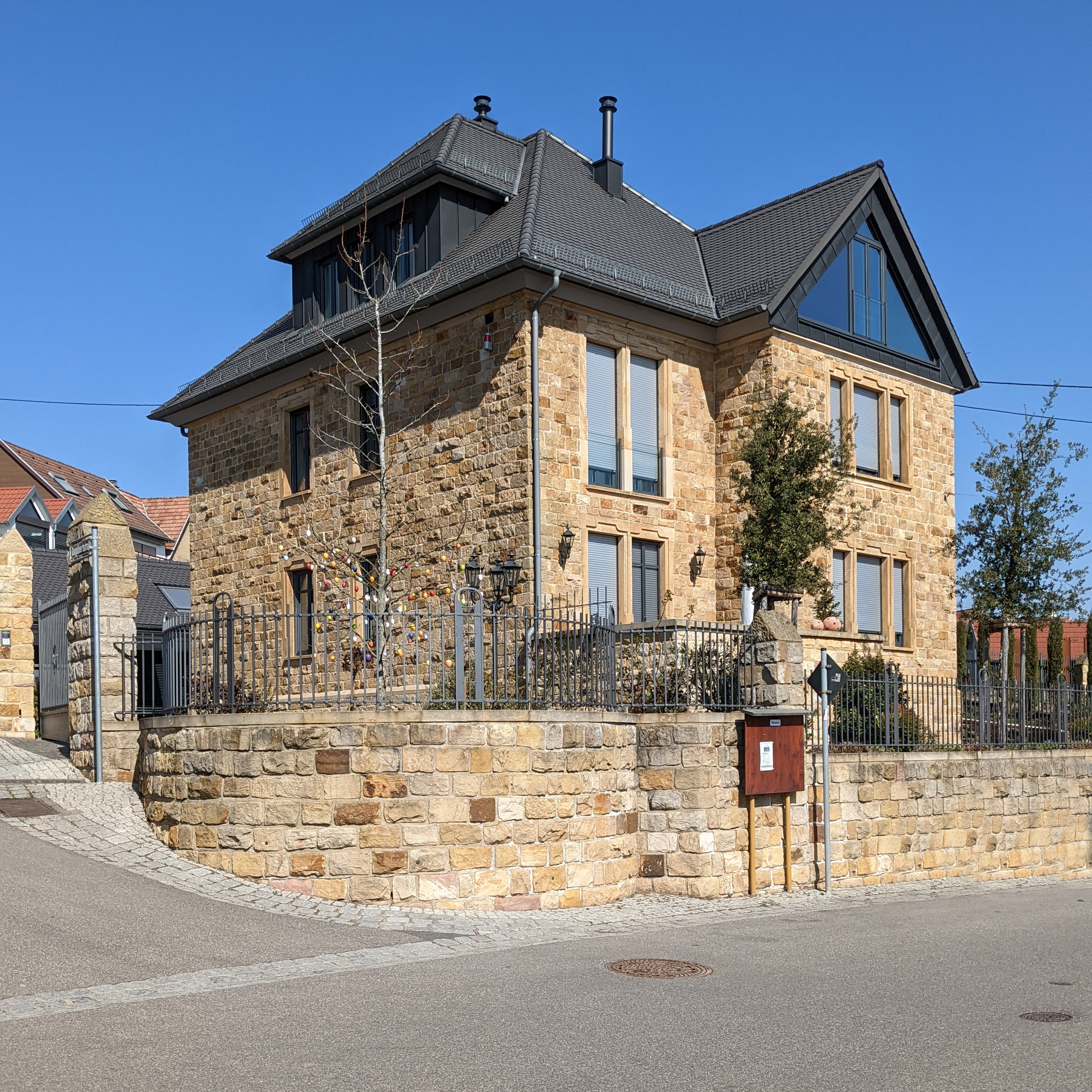
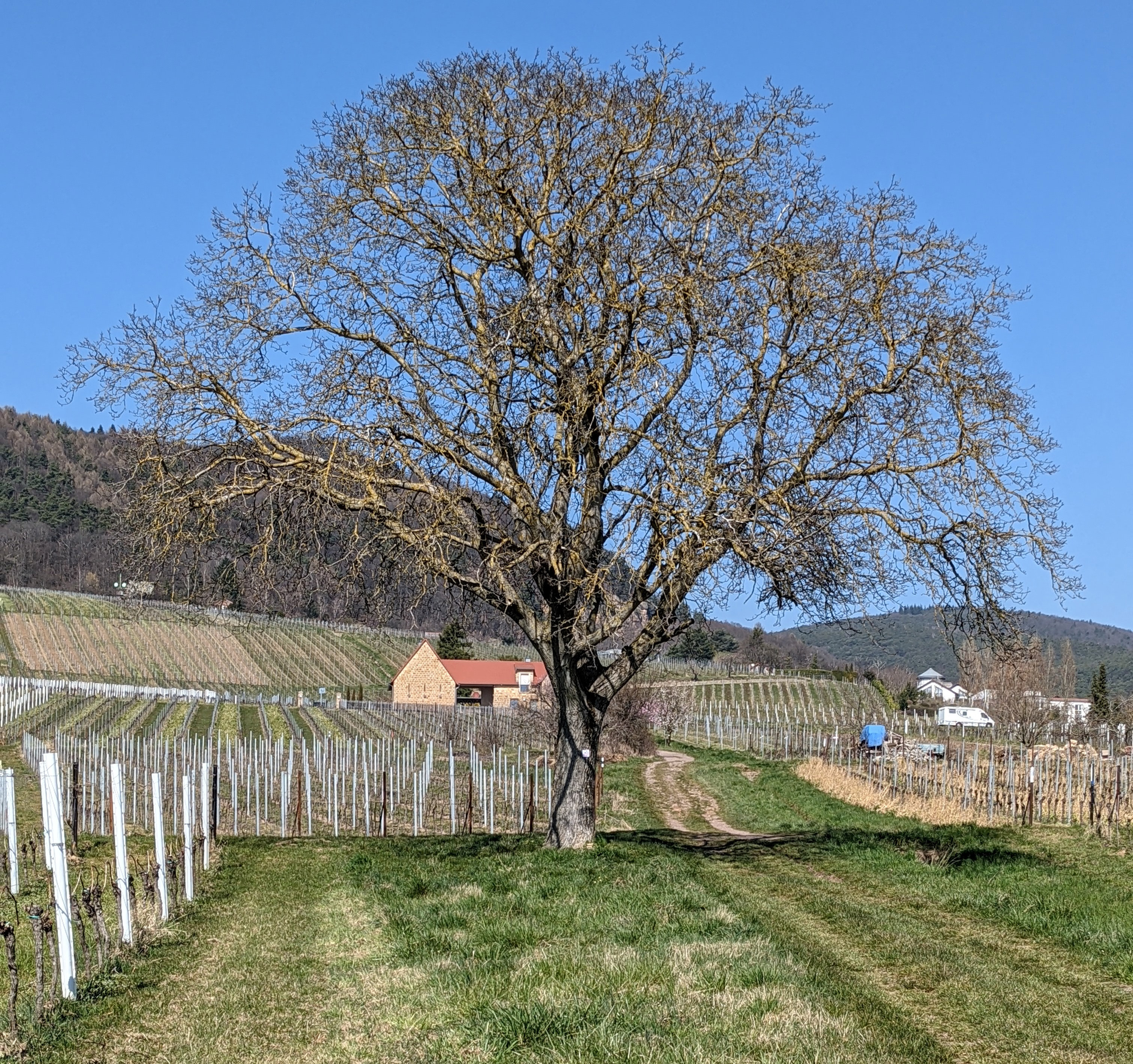
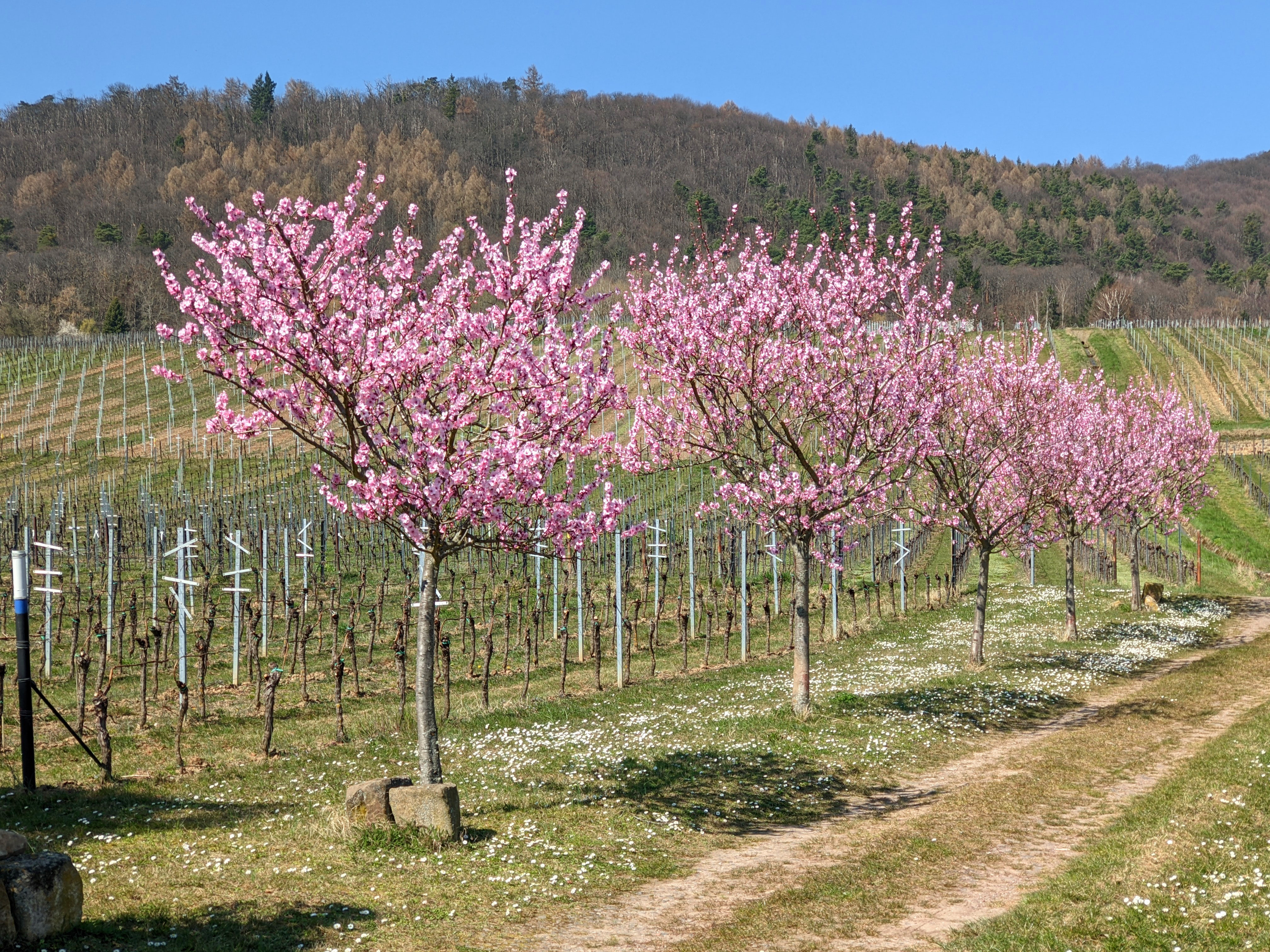
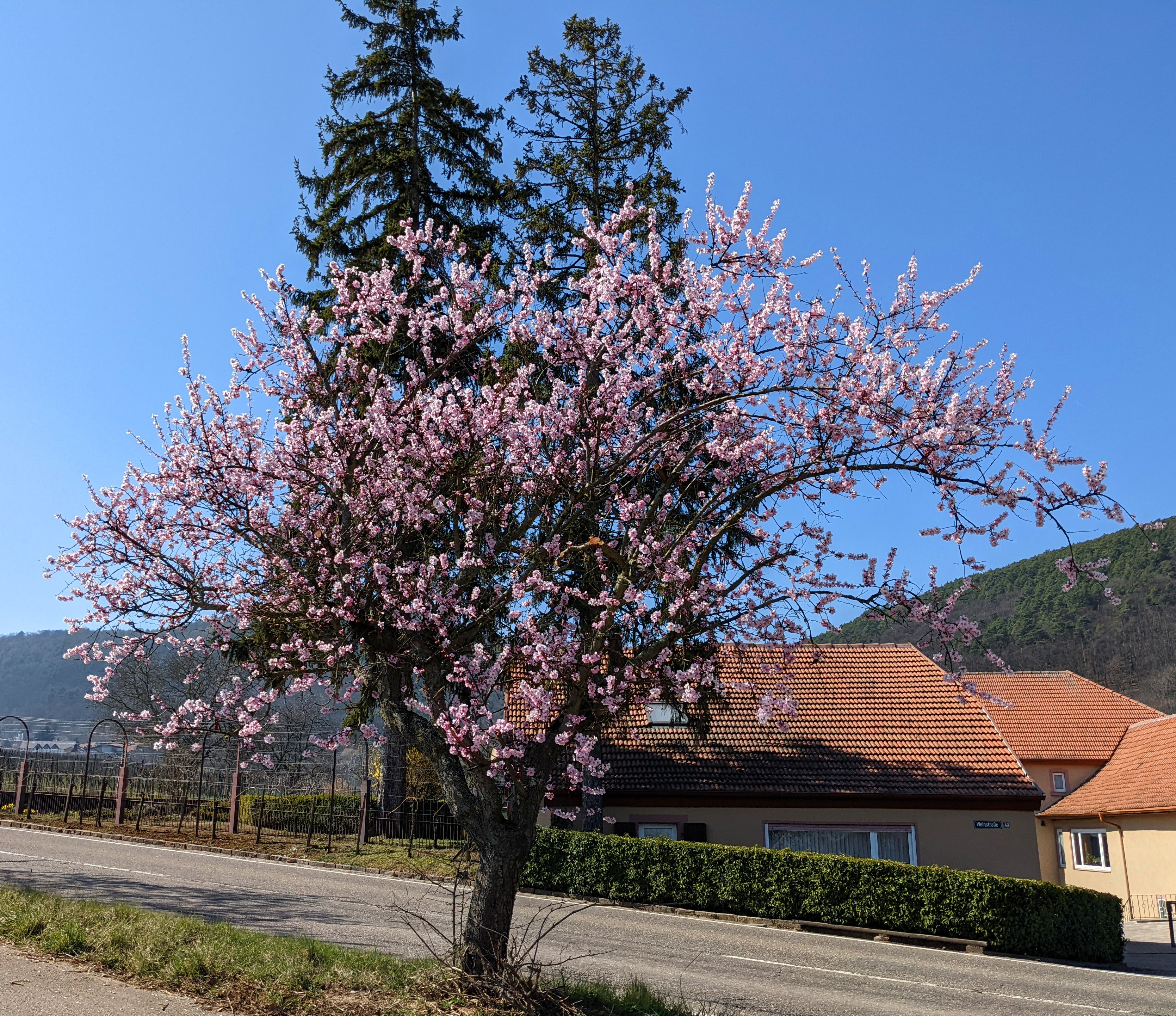